# Espuri Tarpeu Montà Capitolí
Espuri Tarpeu Montà Capitolí (llatí: Spurius Tarpeius Montanus Capitolinus) va ser un magistrat romà que va assolir el consolat l'any 454 aC. Se'l relaciona amb la comissió del decemvirs que pretenia renovar la legislació romana i amb la llei sobre multes. Posteriorment va ser tribú de la plebs.

## Consolat
Va ser escollit cònsol el 454 aC junt amb Aulus Aterni. En aquella època hi va haver fortes tensions entre els tribuns de la plebs i l'aristocràcia patrícia. Els cònsols que acabaven de deixar el càrrec, Tit Romili Roc Vaticà i Gai Veturi Gemí Cicurí varen ser acusats pels edils curuls i els tribuns de la plebs, i condemnats davant la justícia a pagar unes elevades compensacions. Després d'això els plebeus i els patricis semblaven haver arribat a una entesa quan el cònsol Tit Romili va proposar d'enviar una ambaixada a les ciutats gregues per estudiar les lleis hel·lèniques de Soló.Amb el clima de bona entesa va quedar aparcada la llei Terentia de legibus consularis imperii.
Pescenni Fest esmenta com aprovada al seu consolat la llei lex de multae sacramento. Ciceró l'anomena "Lex Alternia Tarpeia" i Aulus Gel·li la va comentar. Segons aquest darrer, les compensacions segons els costums d'aquell temps, es comptabilitzaven en caps de bestiar. La multa màxima (suprema) era de dos ovins (mascle o femella) més trenta bous (mascle o femella) per dia, mentre que la multa mínima era d'un oví per dia. Com que segons la tradició la qualitat de les bèsties no era un requisit necessari, es donaven situacions de persones que no se consideraven compensades degudament. Amb la nova llei es va voler corregir aquest defecte i es va fixar un barem d'equivalència de deu asos per cada oví i de cent asos per cada boví i calia que fossin bèsties sanes.
Alguns autors dubten que l'any 454 aC fossin escollits aquests cònsols, ja que en altres ocasions els càrrecs van ser ocupats temporalment per substituts o per una comissió especial.Els seus noms denoten un origen plebeu i aquest és un altre motiu per dubtar de la seva autenticitat. Podria haver passat que actués com a cònsol un dels membres de la comissió de decemvir, el decemviri legibus Tarpeis Aterniis scribendis, que, com el seu nom indica, només seria el secretari que hauria promulgat la llei relativa a les multes. El nom d'aquesta llei tant podria haver-se nomenat a partir del nom dels duumviri que la van redactar com haver-se nomenat així en record d'alguna antiga llei rescatada del passat per ser modificada i entrada en vigor aquell any.
El 449 aC quan l'exèrcit romà avançava cap a Roma per venjar la mort de Virgínia i havia ocupar l'Aventí, el senat va enviar uns ambaixadors, i entre ells estava Capitolí.

## Tribunat
El 448 aC, a causa de la dispersió del vot, només van sortir escollits cinc tribuns de la plebs i aquests van haver d'escollir els restants per cooptació. Espuri Tarpeu i Aulus Aterni van adquirir el càrrec així, tot i que alguns probablement eren patricis, i s'havia proposat prèviament a la votació que no es tornessin a presentar per no ser escollits per segona vegada. Va ser la darrera vegada que va passar això, ja que es va aprovar una llei, la Trebonia de tribunis que obligava a repetir la votació fins que es cobrissin totes les vacants.